# Konrad von der Leithen

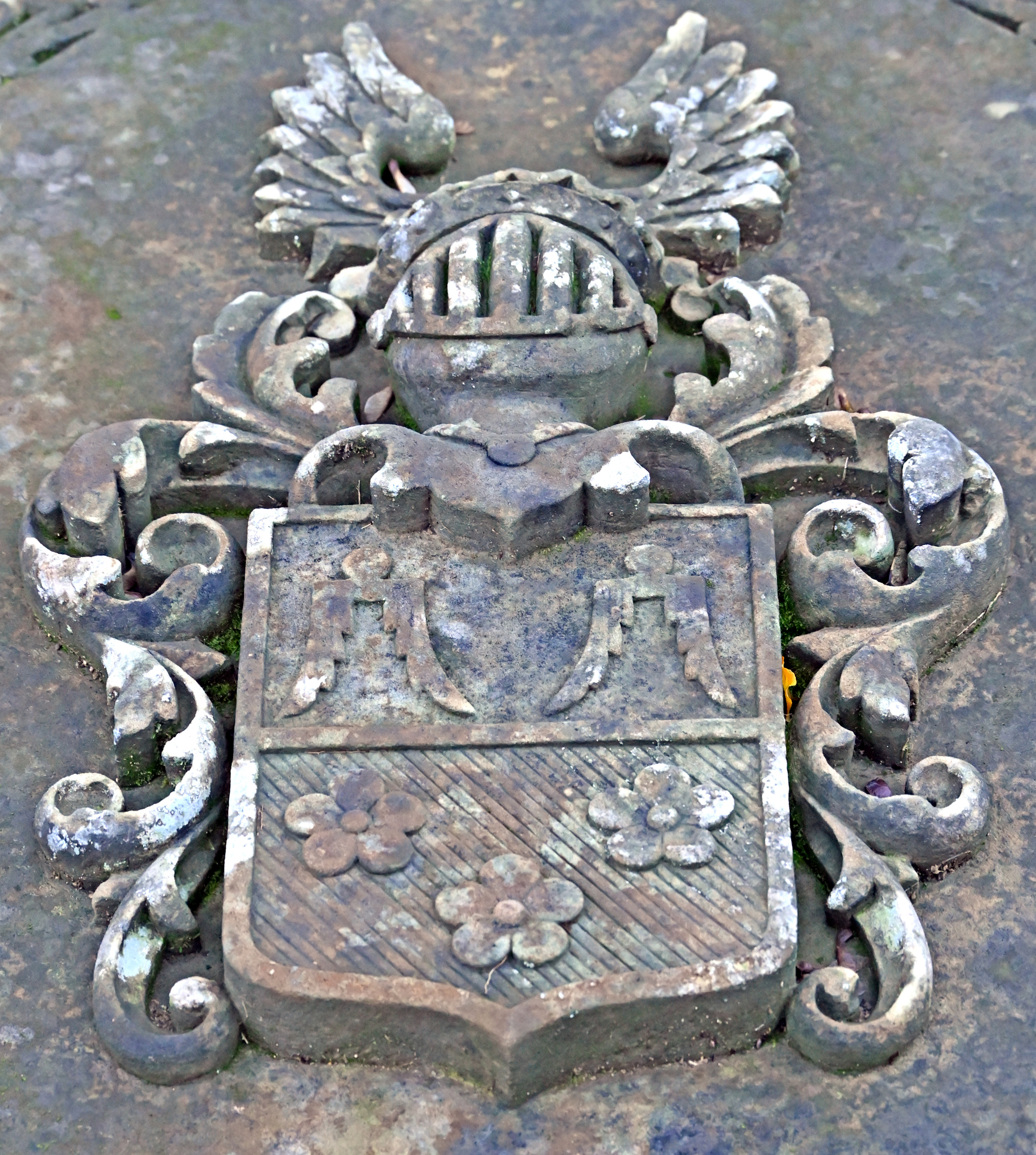
Wappen der Familie von der Leithe zu Laer, Grabplatte (Syburg)

Johann Konrad Christian Karl Jobst von der Leithen (* 6. Februar 1772 auf Haus Laer; † 11. Dezember 1829 ebenda) war ein preußischer Verwaltungsbeamter und Landrat der Kreise Dortmund, Hagen und zuletzt Bochum. Als Rittergutsbesitzer gehörte ihm Haus Laer bei Bochum.

## Leben

### Herkunft
Die Familie von der Leithen gehört dem westfälischen Uradel der Grafschaft Mark an. Seit dem 15. Jahrhundert besaß sie Haus Laer als Stammsitz der Familie. Konrads Eltern waren der Herr auf Haus Laer, Steinkuhl und dem zugehörigen Haus Sypen, Johann Albert Gisbert Jobst von der Leithen und dessen Ehefrau, Isabella Elisabeth Friederike von der Leithen, geborene von der Berswordt, genannt Wallrabe.

### Schule und Ausbildung
Konrad von der Leithen besuchte von 1785 bis 1787 das Archigymnasium in Dortmund und anschließend bis 1789 das Gymnasium in Weilburg. Im selben Jahr trat er ins preußische Leibkarabineri-Regiment ein. 1790 wurde er dort zum Kornett, 1793 in den Rang eines Secondelieutenant befördert, bevor er im Jahr 1802 aus preußischen Militärdiensten entlassen wurde.

### Werdegang
Inmitten der politischen Veränderungen unter Napoleon und kaum acht Wochen nach dem Frieden von Pressburg, wurde Konrad von der Leithen am 18. Februar 1806 seitens der märkischen Ritterschaft als Landrat des Kreises Wetter vorgeschlagen. Unter Vorbehalt der Prüfung erhielt er am 13. Mai 1806 seine Ernennung. Nach dem Bestehen der Prüfung vor der Oberexamenskommission in Berlin am 13. September 1806 folgte am 22. Oktober 1806 auch die definitive Ernennung. Zum 30. April 1809 endete formell seine Funktion als Landrat. Während der französischen Zeit bekleidete von der Leithen im direkten Staatsdienst – innerhalb des Großherzogtums Berg – keine Stellung.
Zum 3. August 1811 erhielt von der Leithen dann die Ernennung zum großherzoglich bergischen Ökonomie-Kommissar der Mailoher Gemeinschaftsteilung. Während der Befreiungskriege befehligte er schließlich als Oberkommandierender den Landsturm im Kreis Dortmund.
Im Jahr 1816 bildeten sich in der nun zu Preußen gehörenden Provinz Westfalen die Regierungen sowie die diesen untergeordneten Kreise. In dieser Phase adressierte von der Leithen mehrere Gesuche um Übertragung des Landratsamtes des Kreises Bochum. Letztlich wurde ihm dann zum 1. August 1816 die Verwaltung des Kreises Dortmund kommissarisch übertragen. 1817 erhielt er die Ernennung zum Landrat des Kreises Hagen, von wo aus er nach wiederholtem Antrag zum 25. April 1822 endlich nach Bochum versetzt wurde, in dessen Bezirk auch sein Rittergut Haus Laer lag. Er starb im Dienst.

## Familie
Konrad von der Leithen heiratete am 30. Dezember 1798 in Sandau bei Magdeburg Henriette Karoline Christine Lehmann (geboren am 6. Oktober 1768 in Zerbst(?); gestorben am 6. Januar 1845 auf Haus Laer), eine Tochter des Oberhofpredigers Johann Gottfried August Lehmann und dessen Ehefrau Johanna Sophie Lehmann, geb. Heintze. Aus der Ehe von der Leithen – Lehmann gingen drei Söhne und zwei Töchter hervor. Nach seinem Tod führte zunächst der Sohn Ludwig (gestorben 1832) und dann dessen Bruder Gisbert (gestorben 1871) Haus Laer fort. Über dessen Witwe (gestorben 1895) gelangte es dann in den Besitz ihres Schwiegersohns, des Kommerzienrats Gustav Frielinghaus.